# Amazing Stories (serie de televisión de 2020)
Amazing Stories es una serie de televisión web de antología estadounidense basada en la serie de televisión de 1985 del mismo nombre creada por Steven Spielberg. La serie se produce para Apple TV+ y sus productores ejecutivos incluyen a Spielberg, Edward Kitsis, Adam Horowitz, Darryl Frank y Justin Falvey. Se estrenó el 6 de marzo de 2020.

## Sinopsis
Amazing Stories está configurado para "transportar a la audiencia a mundos de maravilla a través de la lente de los cineastas, directores y escritores más imaginativos de la actualidad".

## Producción

### Desarrollo
El 23 de octubre de 2015, se anunció que NBC estaba desarrollando un reinicio de la serie de televisión antológica de 1985 Amazing Stories creada por Steven Spielberg. Se esperaba que Bryan Fuller escribiera el episodio piloto y la producción ejecutiva junto a Justin Falvey y Darryl Frank. Las compañías de producción involucradas con la serie estaban programadas para consistir en Universal Television. En ese momento, no se esperaba que Spielberg participara en la serie.
El 10 de octubre de 2017, se anunció que Apple Inc. había dado a la producción un pedido en serie para una primera temporada que consta de diez episodios. Se anunció además que Amblin Television serviría como una compañía de producción adicional para la serie.
El 7 de febrero de 2018, se informó que Fuller había renunciado como showrunner de la serie por diferencias creativas. No estaba claro si Fuller tendría un papel diferente en la producción en el futuro, pero se aclaró que no había entregado un guion a Apple antes de su partida. Más tarde ese día, también se informó que el productor ejecutivo Hart Hanson también estaba saliendo de la serie. El 22 de mayo de 2018, se anunció que Edward Kitsis y Adam Horowitz se habían unido a la producción como productores ejecutivos y showrunners. El 4 de diciembre de 2018, se informó que Mark Mylod dirigiría un episodio de la serie ejecutiva producida por Edward Burns.

### Casting
El 4 de diciembre de 2018, se anunció que Edward Burns, Austin Stowell y Kerry Bishé protagonizarían juntos un episodio. El 11 de octubre de 2019, se anunció que Robert Forster aparecería en el programa y sería su papel final después de su muerte en el episodio "Dynaman and the Volt". El 19 de enero de 2020, se anunció que Dylan O'Brien, Victoria Pedretti, Josh Holloway y Sasha Alexander también aparecerían en el programa.

### Rodaje
La fotografía principal de la serie comenzó en noviembre de 2018 en Georgia, EE. UU. La filmación se llevó a cabo en varios lugares en todo el estado ese mes, incluidos Alto, Forsyth, Griffin, Dobbins Air Reserve Base y el centro de Atlanta. En diciembre de 2018, la producción se rodó en áreas como Sandy Springs, Smyrna, Kirkwood y Flowery Branch. En enero de 2019, la serie estaba trabajando en ubicaciones en Atlanta, incluido el Starlight Drive-In Theatre, el campus Briarcliff de la Universidad Emory y el Parque Olímpico Centenario.

## Recepción
En Rotten Tomatoes, la serie tiene una calificación de aprobación del 42% basada en 26 reseñas, con una calificación promedio de 5.15 / 10. El consenso crítico del sitio web dice: "Si bien las aspiraciones de Amazing Stories son admirables, se siente más como un recauchutado anticuado que un reinicio sincero". En Metacritic, tiene un puntaje promedio ponderado de 50 de 100, basado en 13 críticos, lo que indica "revisiones mixtas o promedio".